# Huayrapongo
Huayrapongo (posiblemente del quechua wayra viento, punku puerta) también conocido como ventanillas de la playa El Tambo, es un sitio arqueológico en el Perú. Está situado en el distrito de Llapa, provincia de San Miguel, departamento de Cajamarca. El sitio se encuentra en la montaña Huayrapongo.